# Filip Majić
Filip Majić bio je pravoslavni sveštenik i jedna od istaknutijih ličnosti u političkom životu Knjaževine i Kraljevine Crne Gore na prelazu između 19. i 20. vijeka. Bio je Bjelaš, te jedan od učesnika Podgoričke skupštine iz 1918. godine, čijom se odlukom Crna Gora ujedinila sa Kraljevinom Srbijom. Porijeklom je iz primorskog plemena Maine, a živio je i obavljao službu u Vranju (danas, Opština Tuzi), koji se tada nalazio u sastavu Tuške kaze, Sandžaka Skadar. Imao je značajan doprinos u razvoju prosvjete i pismenosti u budućoj Zetskoj kapetaniji, gdje je još tokom osmanskih vlasti podigao školu u blizini Crkve Sv. Nikole u Vranju. Ispred te crkve je sahranjen. Nema živih muških potomaka.